# Erich te Kaat
Erich H. te Kaat (* 27. Dezember 1937 in Blumenkamp (Wesel)) ist ein deutscher Physiker. Er war von 1976 bis 1978 Rektor der Technischen Universität Dortmund.

## Leben
Erich te Kaat absolvierte von 1958 bis 1965 ein Physikstudium. Er wurde 1969 mit der Dissertationsschrift Ein Zweikristall-Röntgeninterferometer promoviert. Danach ging er als IBM Systems Consultant in die USA. 1972 wurde er zugleich wissenschaftlicher Mitarbeiter in der Kernforschungsanlage Jülich und Professor für Experimentalphysik an der Technischen Universität Dortmund.
1976 erfolgte seine Wahl als Nachfolger des Chemikers Martin Schmeißer zum Rektor der Universität; dabei setzte sich der Physiker gegen den Informatiker Volker Claus durch. Als eine Fusion mit der damaligen Pädagogischen Hochschule Dortmund diskutiert wurde und te Kaat im Hinblick auf die Konkurrenzfähigkeit der Universität mit seiner Ansicht, dass man zusammengehen müsse, um für die Zukunft gewappnet zu sein, alleine stand, trat er 1978 von seinem Amt zurück. Er blieb Professor an der Universität und widmete sich dem Aufbau der Dortmunder Elektronen-Testspeicherring-Anlage (DELTA), einer Einrichtung zur Entwicklung neuer Komponenten von Elektronenbeschleunigern. Des Weiteren bereitete er den Aufbau eines Zentrums für Mikrostrukturtechnik vor.
Zum 1. Oktober 1991 trat er eine neue Beschäftigung als wissenschaftlicher Geschäftsführer des Hahn-Meitner-Instituts (HMI) in Berlin an. Hier richtete sich sein Augenmerk auf die Grundlagenforschung zur Struktur fester Körper und zur Solarenergie.
2017 wurde er zum Ehrensenator der TU Dortmund ernannt.